# Hostivít
Hostivít byl legendární český vládce v 9. století, syn rovněž legendárního Neklana a podle Kosmy otec prvního doloženého Přemyslovce Bořivoje. Uzavřela se tak éra bájných potomků Přemysla a Libuše.
Jedna z teorií týkajících se počtu těchto bájných knížat je podepřena freskami na zdech rotundy v moravském Znojmě, ale Anežka Merhautová tvrdila, že tyto fresky zobrazují historicky doložené Přemyslovce včetně moravských údělníků.
Kosmas nenapsal o Hostivítovi mnoho. Jeden ze zápisů tvrdí, že když se narodila Svatá Ludmila, Hostivít a Ludmilin otec Slavibor sjednali svatbu mezi svými dětmi. Tento záznam může odkazovat ke zmínce o procesí neznámé nevěsty v roce 871, o kterém píší Fuldské letopisy.
Hostivít prý měl bratra Děpolta, který zdědil zem Kouřimskou.
Hostivítovým synem měl být první historicky doložený Přemyslovec Bořivoj I. Jeho potomci sice českým zemím nevládli na věky věkův, poslední z rodu Václav III. byl zavražděn v roce 1306, ale díky ženám pokračovala rodová linie po přeslici i v dalších dynastiích, jako byli Lucemburkové, Jagellonci, Habsburkové a Habsbursko-Lotrinská dynastie.

## Původ jména
Jméno Hostivít zaznamenal ve své Kronice české Kosmas, převzala ho i většina historiků z 19. století, včetně Františka Palackého. Původ jména lze najít v sousloví vítat hosty.
Záviš Kalandra uvádí, že jména sedmi mytických českých knížat jsou odvozena ze starých slovanských názvů dnů v týdnu. Hostivít by jako sedmý z nich odpovídal sobotě, kdy se vítají hosté.
Podle teorie Vladimíra Karbusického pochází dvanáct jmen mytických postav české historie včetně sedmi knížat z úryvku hypotetického staroslověnského (či staročeského) textu – poselství Čechů k Frankům v 9. století. V tomto textu mělo být psáno: Krok’ kazi (Tetha), lubo premyšl, nezamyšl m’nata voj’n u‘ni zla, kr’z my s‘ neklan (am), gosti vit, což se vykládá jako: Zastav své kroky, Tetha (oslovení tehdejšího vůdce Franků, popřípadě západních sousedů obecně) a raději přemýšlej, nezamýšlím na tebe vojnu ani zla, kříži my se neklaníme, hosty vítáme. Historik Dušan Třeštík k tomu napsal: „[...] Karbusického objev, vysvětlení Kosmova seznamu knížat jakožto pozůstatku hrdinské písně o bojích s ‚Teuty‘ (Němci) [...] je stejně tak nápaditý jako absurdní a nezaslouží si proto ani komentáře.“ 